# Minamoto no Yorimasa

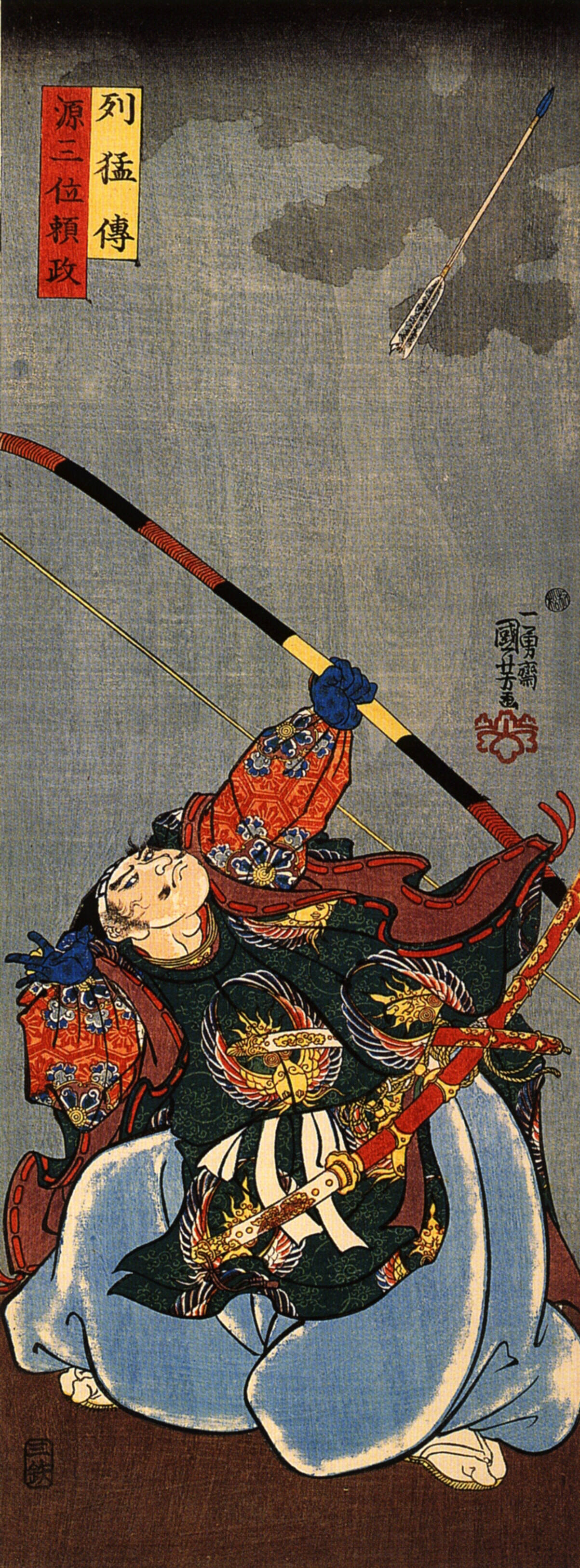
Minamoto no Yorimasa tuant d'une flèche un monstrueux nue.

Minamoto no Yorimasa (源頼政, 1106-1180), aussi connu sous le nom de « Gensanmi Yorimasa », était un samouraï du clan Minamoto et le chef des armées du clan au début de la guerre de Gempei. Son suicide par seppuku est resté célèbre, et est considéré comme celui qui a ouvert la voie à cette pratique.

## Biographie

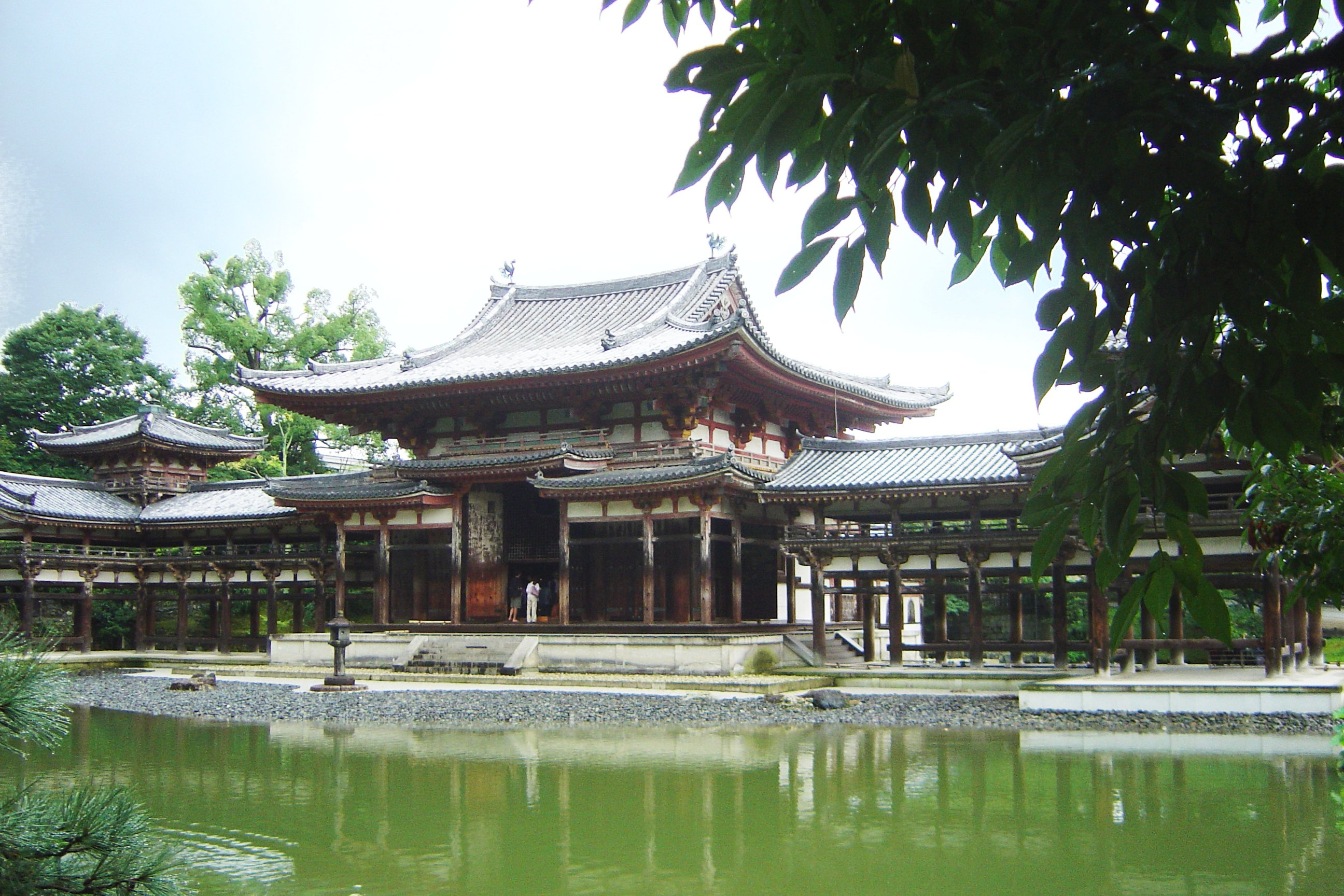
La salle du Phénix au Byōdō-in, où Yorimasa se donne la mort par seppuku.

Plus poète que guerrier, Yorimasa s'est efforcé au cours de sa vie de se tenir à l'écart des luttes ayant opposé pendant des décennies les clans Minamoto et Taira, et a évité de choisir un camp, étant même ami de Taira no Kiyomori à une époque. Durant la rébellion de Heiji de 1160, ayant pris parti pour l'empereur retiré Go-Shirakawa comme il l'avait déjà fait en 1156 au cours de la rébellion de Hōgen, il fait juste assez pencher la balance en faveur des Taira pour leur permettre de renverser les Minamoto.
Cependant, lorsqu'il se retire officiellement de son service au sein de l'armée de Kiyomori en 1179, il commence à changer d'opinion sur le fait de s'opposer à son propre clan, d'autant que les relations entre Go-Shirakawa et Kiyomori sont devenues très tendues et que celui-ci a fait arrêter l'ancien empereur, provoquant par ailleurs une forte opposition anti-Taira.
Le 21 mars 1180, Taira no Kiyomori met sur le trône impérial son petit-fils Antoku, alors seulement âgé de deux ans, après l'abdication de l'empereur Takakura. Le prince Mochihito, fils de Go-Shirakawa, s'estime lésé de sa place sur le trône et Yorimasa le pousse à lancer le 5 mai un appel aux armes aux diverses familles de samouraïs, ainsi qu'aux monastères bouddhistes que Kiyomori avait offensé.
La guerre de Genpei débute officiellement avec la première bataille d'Uji, le 23 juin. Yorimasa conduit des troupes Minamoto, accompagnées de sōhei (moines-guerriers) du Mii-dera, défendre le Byōdō-in où est réfugié le prince. En dépit du fait que les moines avaient enlevé les planches du pont conduisant au temple, les Taira parviennent à passer les défenses.
Yorimasa essaye d'aider le prince à fuir, mais est blessé par une flèche. Pour éviter d'être capturé par l'ennemi, il se fait alors seppuku dans la salle du Phénix : il a d'abord écrit un poème d'adieu au dos de son étendard, avant de prendre son poignard et de s'ouvrir l'abdomen. C'est l'un des premiers seppukus connus et celui qui a codifié la procédure pour les suivants. Le prince Mochihito parvient à s'enfuir en direction de Nara, mais est tué quelques jours après par les guerriers Taira.

## Poèmes
Les poèmes de Minamoto no Yorimasa ont été regroupés dans l'anthologie Yorimasa Kashū, ainsi que dans les anthologies impériales  Shin kokin-shū et Senzai wakashū.
Sa fille, Nijō-in no Sanuki, était également poétesse.

## Anecdote
Une légende tirée du Heike monogatari affirme qu'en 1153, Yorimasa aurait tué à coup de flèches un nue qui se serait posé sur le toit du palais impérial.